# アニエールの水浴
『アニエールの水浴』（アニエールのすいよく、仏: Une baignade à Asnières, 英: Bathers at Asnières）は、フランスの画家ジョルジュ・スーラが描いた絵画。ロンドンのナショナル・ギャラリーに所蔵されている。

## 概要
縦 201 センチメートル、横 301.5 センチメートルの大きさをもつ作品である。1883年の春、スーラが本作の製作に取りかかる。1884年、スーラは本作を完成させ、サロンに送ったが落選する。

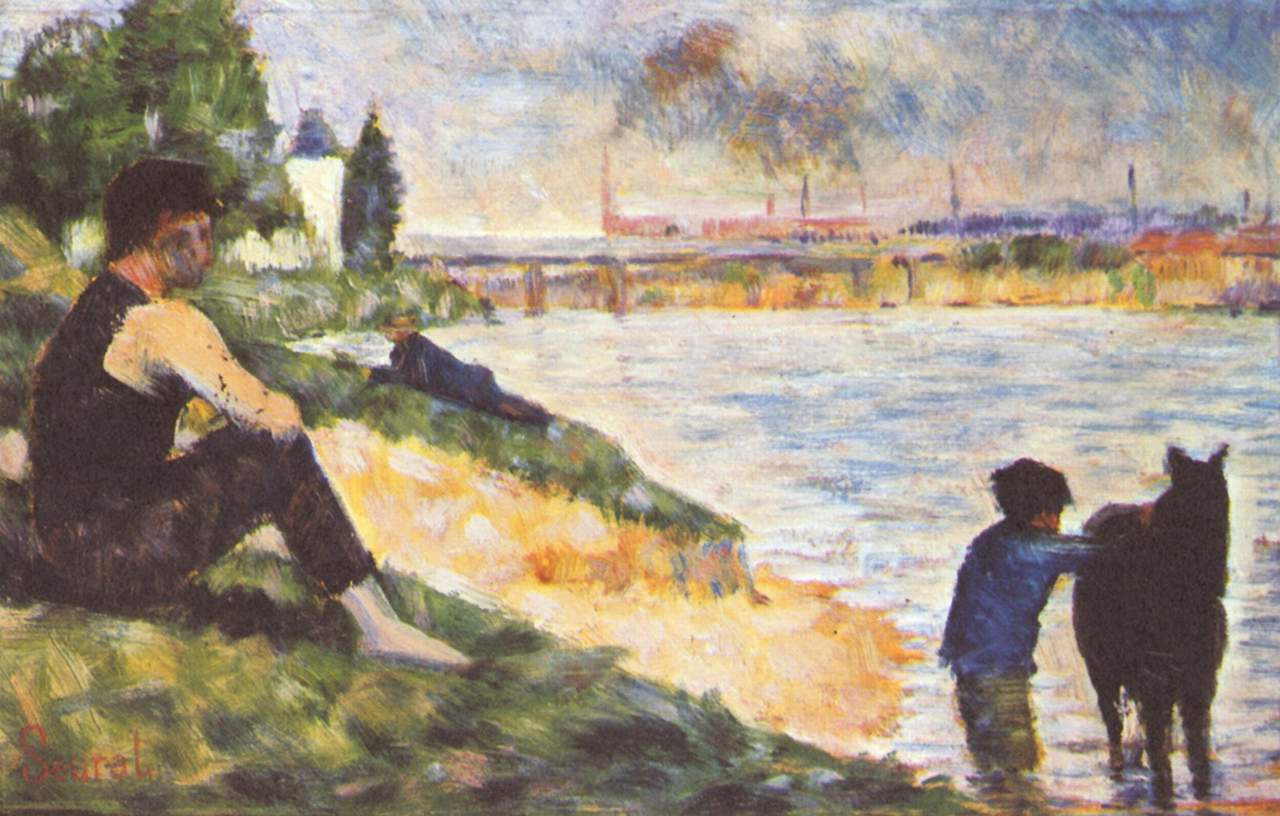
『黒い馬、習作』

本作は、同年12月にパリで開催された第1回アンデパンダン展に出品される。同年5月、スーラは『グランド・ジャット島の日曜日の午後』の製作に取りかかっている。
本作に描かれている水浴場は、パリの北西の近郊にあるアニエールとクリシーとの間に架橋されていた2本の橋から上流のセーヌ川の左岸に存在した。1883年に製作された『黒い馬、習作』は、本作の画面左半分の習作である。

## 作品
晴れて気温が上がった夏のある日の午後の光景が描かれている。画面の右上には、セーヌ川の中州にあるグランド・ジャット島が描かれている。画面前景には、川岸で寝そべったり、体育座りをしたりしてゆったりとくつろいでいる男性の他に、川の中に入って水浴びをしている少年の姿が描かれている。

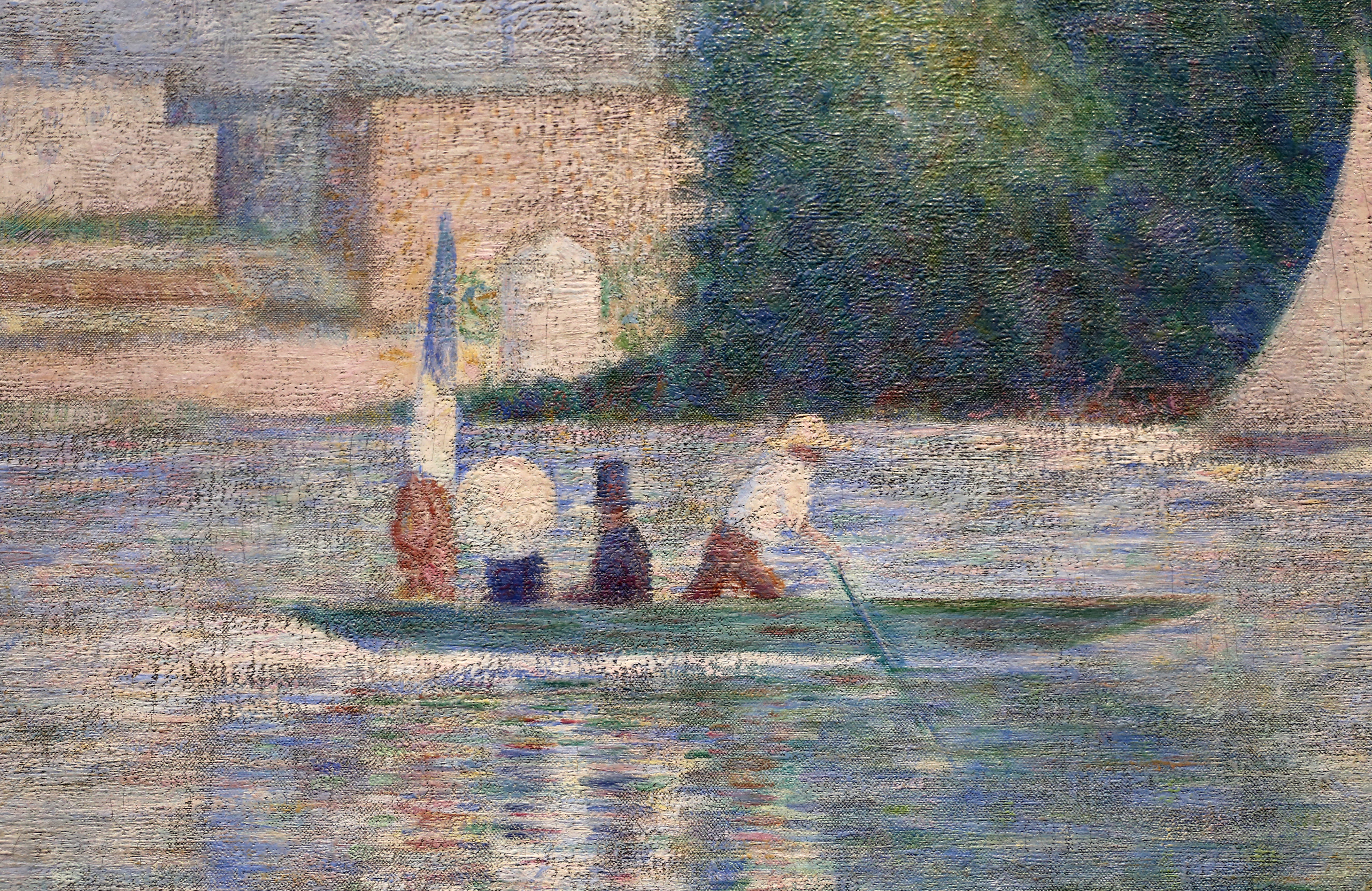
三色旗を掲げた渡し船

彼らの多くは、川やグランド・ジャット島のほうを向いている。画面の手前右端に描かれた少年は、赤色の帽子を被っており、丸めた両手を口もとに添え、グランド・ジャット島のほうに呼びかけている。画面後方には、クリシーの向こう側に広がる工場地帯の煙突群の他に、鉄橋が描かれている。
川面には、三色旗を掲げた渡し船やボートなどが描かれている。乗客を乗せた渡し船は、グランド・ジャット島へ向かっており、乗客は、『グランド・ジャット島の日曜日の午後』で描かれたような身分の高い階級に属する人物であるとされる。画面の最右部に描かれたボートを漕ぐ人物は、画面の端で切り取られている。